# Musée Camille-Claudel
Le musée Camille-Claudel, anciennement musée Paul Dubois-Alfred Boucher, est un musée de sculpture, ouvert le 26 mars 2017, consacré à l'œuvre de Camille Claudel et à la sculpture de l'école française du XIXe siècle. Il est situé 10, rue Gustave-Flaubert à Nogent-sur-Seine (Aube).

## Origine
Après plusieurs reports et un partenariat public-privé de 27 ans épinglé par la Cour des comptes, un musée en partie consacré à Camille Claudel, est ouvert le dimanche 26 mars 2017 à Nogent-sur-Seine (Aube), commune où Camille Claudel a passé son adolescence et a rencontré Alfred Boucher. Ce site est le prolongement du musée créé en 1902 par les sculpteurs Paul Dubois (1829-1905) et Alfred Boucher (1850-1934). À ce titre, il comporte des collections et en particulier un fonds archéologique. Le site web du musée indique que « le fonds Camille Claudel est constitué des collections rassemblées par Reine-Marie Paris et Philippe Cressent, acquises en 2008, auxquelles s'ajoutent des achats sur le marché de l’art grâce au fonds du Patrimoine et à la générosité de mécènes. En nombre, c’est le fonds le plus important au plan mondial », par ses « quarante trois œuvres exposées ».
Le montant des travaux s'est élevé à douze millions d'euros, pour 2 500 m2 dont 400 m2 de salle d'expositions temporaires et un auditorium de 120 places. Sont prévues quatre cents sculptures dont cinquante de Camille Claudel et une fréquentation multipliée par dix.
Parmi elles figure Persée et la Gorgone, une œuvre acquise en 2008 et jusqu'alors exposée au musée Paul-Dubois-Alfred-Boucher de la commune.

Les deux salles.
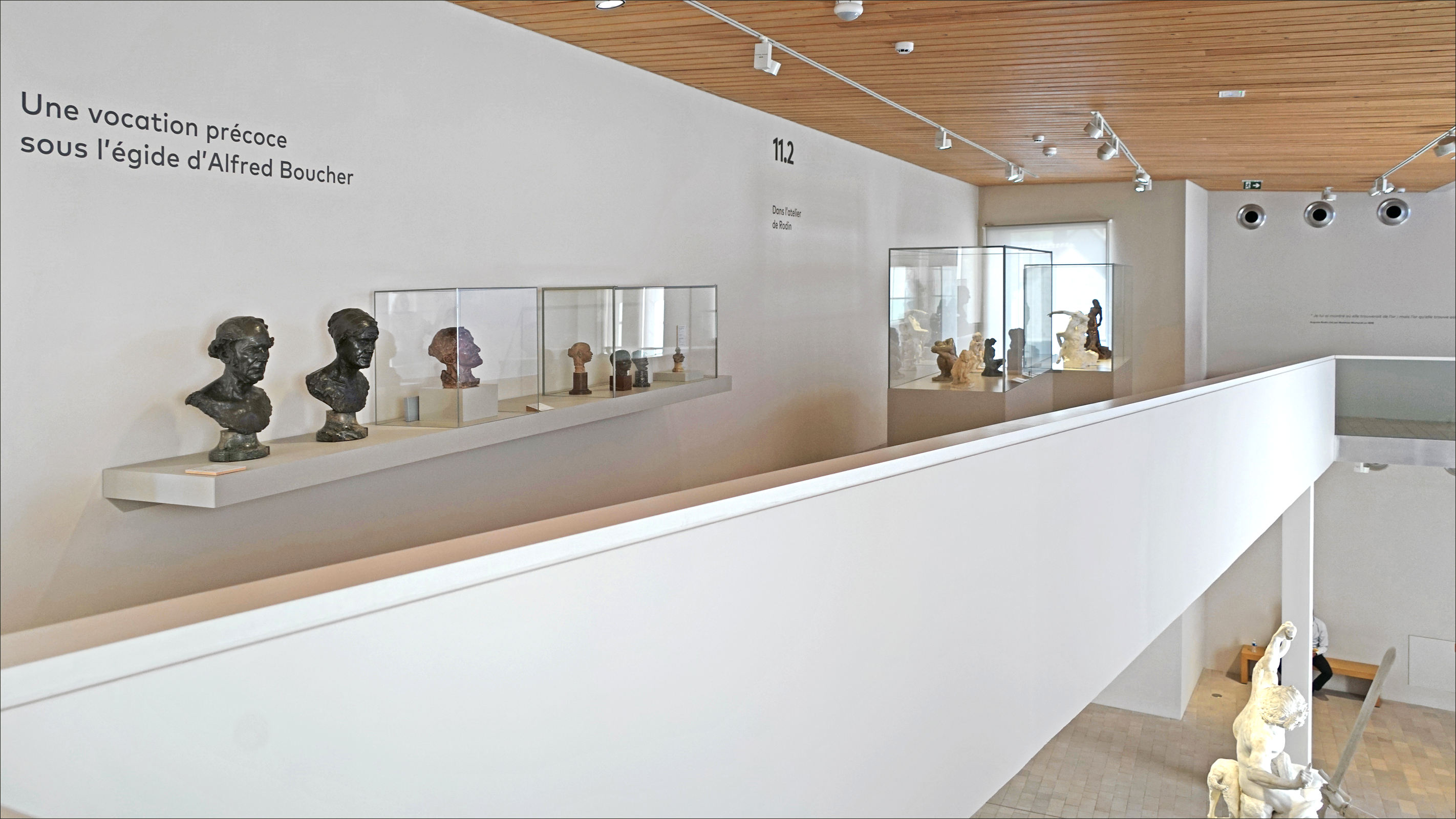
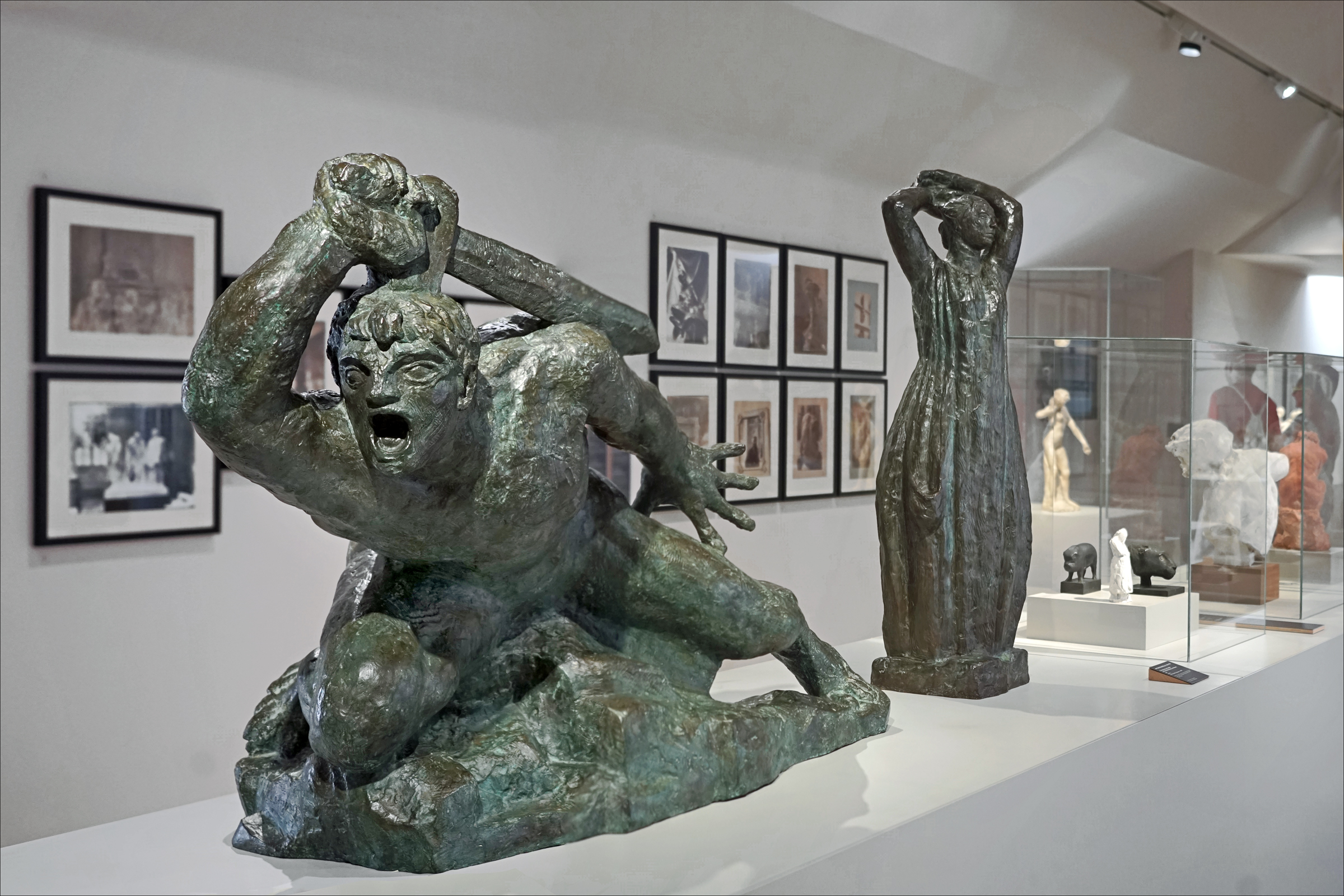

## Présentation

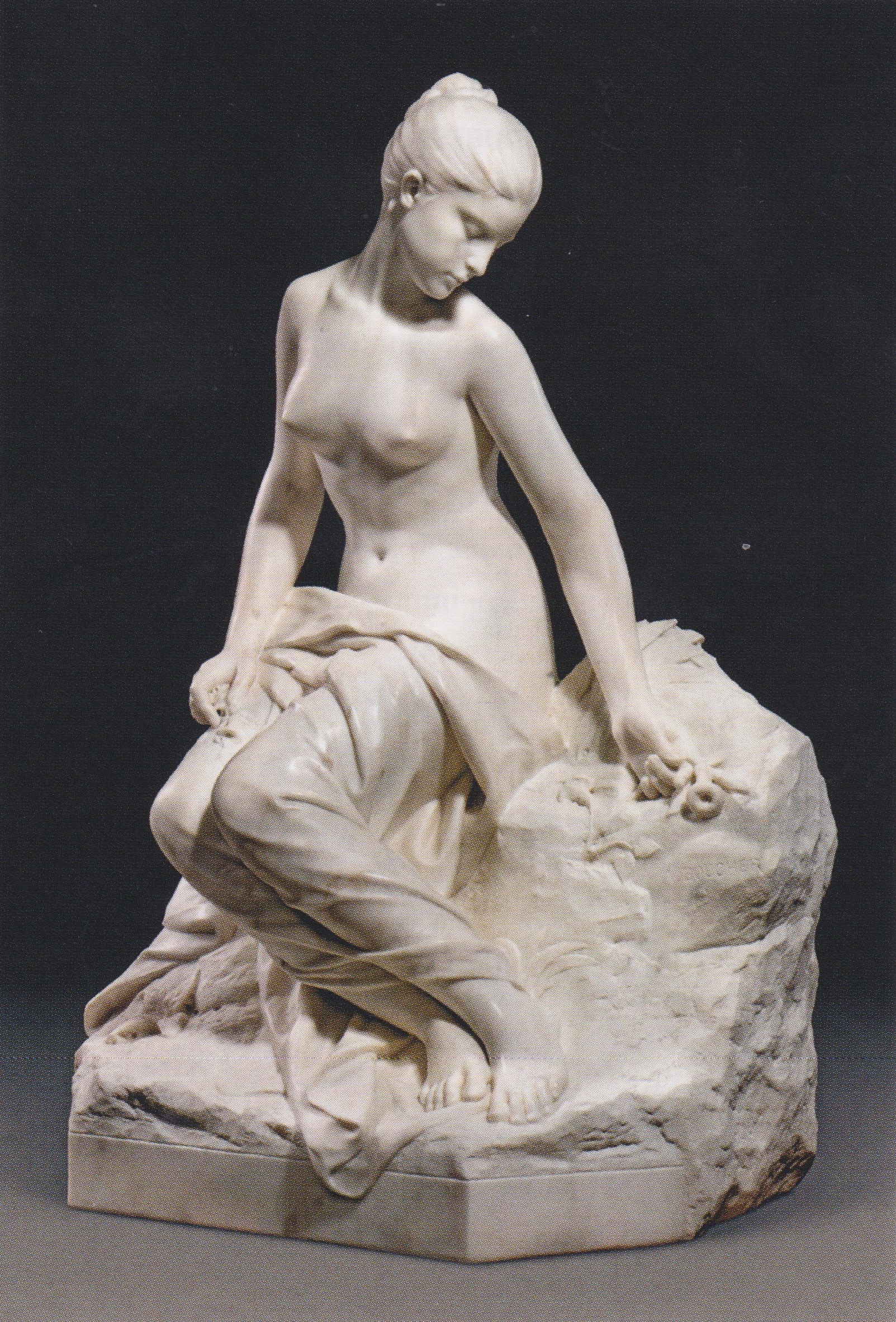
Alfred Boucher, Volubilis, c. 1897, inv.2022.11.

Le musée Camille-Claudel a pour but de présenter le travail artistique des sculpteurs nogentais en le confrontant aux autres artistes de cette époque. Il s’agit d’une évolution du musée de sculpture Dubois-Boucher ouvert en 1902, enrichi par la collection de Camille Claudel, qui est mise en perspective avec le reste des collections du musée. Il est question d’étudier le travail de la sculpture au XIXe siècle, son esthétique et son histoire. En 1902, Paul Dubois et Alfred Boucher font don de leur collection et c’est ainsi que le musée municipal ouvre ses portes en prenant le nom des deux sculpteurs.
Camille Claudel (1864-1943), née à Fère-en-Tardenois dans l'Aisne, emménage avec sa famille en 1876 à Nogent-sur-Seine à l’âge de 12 ans, à la suite de la promotion de son père en tant que conservateur des hypothèques. La famille Claudel emménage dans une maison au centre historique de la ville située sur l'îlot Saint-Epoing et y réside durant trois ans. Camille Claudel fait ses premiers pas dans la sculpture de manière autodidacte quelques années auparavant, c’est pourquoi son père fait appel à Alfred Boucher pour juger son travail. En voyant le potentiel artistique de la jeune fille, il convainc son père de lui faire prendre des cours de sculpture.
En 2008, la Ville de Nogent-sur-Seine décide d'acquérir la maison où vécut Camille Claudel et sa famille, qui se situe au centre historique. Le musée Camille-Claudel est adossé à un ensemble architectural — composé de la « Maison Claudel », maison du XVIIIe siècle et d’autres bâtiments —, modifié, à la suite de son achat par la Ville, par l’architecte Adelfo Scaranello. Cet îlot urbain est imaginé par l’architecte comme un « phare visible de jour comme de nuit ». Ainsi, le choix d'une muséographie simple s'accorde avec une harmonie de couleur afin de laisser s'exprimer les œuvres et leurs histoires.
Le musée regroupe environ deux cents sculptures d’artistes des XIXe et XXe siècles et s'organise en quinze salles d'exposition.
Une première salle présente les quatre rencontres qui sont à l'origine du musée de Nogent-sur-Seine, Marius Ramus, Paul Dubois, Alfred Boucher et Camille Claudel. Marius Ramus, l’aîné des quatre sculpteurs, s’installe en 1845 à Nogent-sur-Seine. Il emploie le père d’Alfred Boucher en tant que jardinier et remarque les talents de son fils, engagé en tant qu’assistant par la suite.
La deuxième salle renseigne sur les techniques de production d'une sculpture, explicite chaque étape, en partant du plâtre pour aller vers les matériaux nobles que sont le bronze et le marbre. Deux films permettent de comprendre comment se déroulent la fonte d’un bronze et la taille d’un marbre avec la technique de la mise aux points.
Le parcours mène ensuite vers une partie du musée (salles 3 à 9) qui s'organise autour de l'âge d'or de la sculpture française. Les œuvres de quarante-quatre sculpteurs dessinent l'environnement artistique dans lequel s'est affirmée Camille Claudel. L’omniprésence de la sculpture dans l'espace public prouve à quel point ce travail est important dans la carrière d'un sculpteur. La représentation de médecin Monument au Docteur Ollier d'Alfred Boucher et celle de Jeanne d'Arc de Paul Dubois insistent sur le fait que la sculpture monumentale touche les grands personnages de l'Histoire. Tout comme dans l'espace public, la sculpture est présente dans la sphère privée, principalement dans les intérieurs bourgeois. Le style néo-florentin est représenté dans ce musée par quelques œuvres de l’artiste Paul Dubois. Ce courant prend exemple sur l'art de la Renaissance italienne, investi par des artistes du XIXe siècle qui reprennent les manières de Donatello, un sculpteur florentin. Mais les artistes modernes cherchent à représenter la femme d'une manière plus réaliste, bien que l'idée du nu idéal féminin reste présente dans quelques œuvres.
Le mouvement est mis à l’honneur dans la dixième salle. En effet, la représentation de ce dernier se renouvelle à la fin du XIXe siècle pour des raisons esthétiques et techniques. Ces choix se manifestent également avec la danse, qui se définit comme un défi face à l'art statique de la sculpture, avec notamment celle de Loïe Fuller. Certains y associent une esthétique Art nouveau, d’autres simplifient le geste pour que le mouvement l’emporte sur la recherche décorative, comme on peut le voir dans les œuvres d’Auguste Rodin. Ce dernier utilise le procédé de la photographie pour illustrer le processus de son travail et aider le public à comprendre ses choix esthétiques, notamment pour les grandes commandes. Cette salle montre également le travail des sculpteurs praticiens dans l'atelier d'Auguste Rodin, qui met en perspective le travail de Camille Claudel au sein de cet atelier. Mais c’était en réalité le cas avec tous les praticiens, non juste ciblé sur Camille Claudel ; Antoine Bourdelle et François Pompon par exemple, ont su se détacher de la facture de l’artiste pour avoir leur propre style par la suite. Le parcours mène à la rencontre de Camille Claudel et d'Alfred Boucher, son premier professeur. Grâce à lui, la destinée de la jeune sculptrice va s'affirmer et la conduire vers Auguste Rodin, avec qui elle a énormément appris. La salle 12, quant à elle expose de nombreux portraits réalisés par Camille Claudel, qui constituent une partie essentielle de son évolution artistique. Les deux salles constituent les pièces phares du musée. En effet, elles sont principalement dédiées à La Valse et à L'Âge mûr, qui font partie des plus grands chefs-d’œuvre de l'artiste. Enfin, la dernière salle expose des « croquis d'après nature », qui sont, chez Camille Claudel, une catégorie d’œuvre ressemblant aux scènes de genre mise au point vers la fin de sa carrière artistique, comme Les Causeuses ou La Vague. Ces œuvres sont accompagnées d'une sculpture monumentale en marbre réalisée vers 1897, Persée et la Gorgone, qui vient conclure la visite.